# Bonde do Forró
Bonde do Forró é uma banda de forró eletrônico fundada pelo cantor, produtor musical e empresário DJ Maluco, na cidade de São Paulo, no ano de 2003. É conhecida por fazer covers de artistas consagrados da música sertaneja, como: Bruno & Marrone, Zezé Di Camargo & Luciano, Cleiton & Camargo, Paula Fernandes, Eduardo Costa, etc.

## História
Estreou no ano de 2003, quando gravou seu primeiro álbum pela gravadora Gal, porém o mesmo não obteve a vendagem e nem a repercussão esperadas. O produtor musical e empresário da banda, DJ Maluco, ainda não satisfeito e sempre buscando inovação no meio musical, assistia ao programa Domingão do Faustão, quando viu o humorista Shaolin, no momento em que ele fazia uma imitação do cantor Leonardo e teve uma ideia: Procurar pelo Brasil, vozes semelhantes às dos cantores de duplas sertanejas consagradas, para cantar seus sucessos em ritmo de forró. Encontrando assim os primeiros: Rodrigo Alves e Lauro (com o timbre de voz de Bruno, da dupla Bruno & Marrone), Miguelzinho (com o timbre de voz de Zezé Di Camargo, da dupla Zezé Di Camargo & Luciano), Emerson Leone (que fazia segunda voz) e uma moça que tinha estilo bem diferente, com uma mecha ruiva em seu cabelo: Anne Liss. Foi então que surgiu o álbum Vol. II, lançado pela gravadora MD Music e confirmando a ideia considerada "brilhante" no meio artístico até então. O segundo álbum vendeu mais de 200 mil cópias.[carece de fontes?]
Em poucos meses, a banda já se tornou um fenômeno de vendas de CDs e de bilheteria de norte a sul do país. Com média de 20 shows por mês, a banda já se apresentou nas maiores festas do Brasil, como a Festa de Peão de Barretos em três oportunidades, nas maiores festas juninas do Nordeste, como o São João de Caruaru e o São João de Campina Grande, já realizou cinco turnês nos Estados Unidos, CDs e DVDs lançados pelas maiores gravadoras e distribuidoras do Brasil, como a Som Livre e a Radar Records, já estiveram nos mais conhecidos programas da TV brasileira, como Domingão do Faustão, Domingo Legal, A Turma do Didi, Tudo é Possível e outros a nível nacional.
Durante a carreira, eles alcançaram números impressionantes. Foram mais de um milhão de cópias vendidas de CDs e DVDs, mais de doze milhões de pessoas que já assistiram aos seus shows, mais de um milhão de Km rodados, de ônibus e de avião.

## Principais covers de artistas
- Bruno & Marrone - Rodrigo Alves, Lauro Bonde, Kall Marques (Bruno), Emerson Leone (Marrone)
- Cleiton & Camargo - Miguelzinho (Cleiton), Emerson Leone (Camargo)
- Zezé di Camargo & Luciano - Miguelzinho/Zezé Jr. (Zezé di Camargo), Emerson Leone (Luciano)
- Daniel Diau - Naldinho
- Paula Fernandes - Xandreli Azevedo
- Eduardo Costa - Cantor Mascarado

## Principaissingleseversõescovers
- "Por Que Brigamos?"
- "Milk Shake"
- "Os Corações Não São Iguais"
- "Sempre seu Homem"
- "Vira e Mexe"
- "Na Hora de Amar (Insensível)"
- "Quando Um Grande Amor Se Faz"
- "Ainda Queima a Esperança"
- "Garota de Programa"
- "Tô Fazendo Falta"
- "Dois Corações e Uma História"
- "Agarra, Agarra"
- "Are Baba"
- "Pra Te Dizer"
- "Ai Ui Ui"
- "Dança do Leitinho"

## Discografia
Álbuns
- "A Locomotiva Quente do Sucesso!" (2003)
- "Arrebenta Coração!" (2005)
- "É Amor Demais! Ao Vivo em SP - Volume 3 (2006)
- "Agarra Agarra! Ao Vivo em Vitória" - Volume 4  (2007)
- "Ao Vivo em Barretos!" (2008)
- "Canta Bruno e Marrone" (2008)
- "Canta Zezé di Camargo e Luciano" (2008)
- "No caminho das Índias – Ao vivo na Bahia (2009)
- "Ao Vivo em Caxias do Sul" (2010)
- "Ao Vivo em Guarapari" - Vol 14 (2013)
- "Bar do Bonde" (2016)
- "De Volta as Origens" (2017)